# Jean-Louis Thys
Jean-Louis Thys est un homme politique  belge membre du Parti social chrétien (PSC) né à Jette le 28 novembre 1939 et mort à Jette le 18 novembre 1999.

## La carrière politique
Jean-Louis Thys eut une longue carrière politique :
- secrétaire particulier du bourgmestre de Ganshoren dans les années 1970, à l'époque du mayorat de Richard Beauthier
- bourgmestre de Jette de 1977 à 1999
- Député de 1978 à 1991
- secrétaire d'État de la Région bruxelloise de 1985 à 1989
- ministre  des Travaux publics et des Transports publics de la Région de Bruxelles-Capitale dans les années 1990

## L'épisode malheureux des vestiges de la Maison du Peuple de Horta
Le mayorat de Jean-Louis Thys fut hélas marqué par la regrettable affaire des vestiges de la Maison du Peuple de Victor Horta.
Dans les années 1980, la commune de Jette lança un ambitieux projet d'espace vert : le "Parc Roi Baudouin" réunissant le bois du Laarbeek et le bois du Poelbosch.
Dans le cadre de ce projet, la commune ambitionnait d'ériger un pavillon Horta avec une partie des matériaux de la Maison du Peuple de Horta, entreposés à Tervuren depuis les années 1960. Elle fit donc l'acquisition d'une partie des vestiges de la Maison du Peuple et les fit transférer sur le site du futur Parc Roi Baudouin.
Mais au contraire de Tervuren où les vestiges avaient été stockés dans un entrepôt, la commune de Jette les entreposa dans les champs (rue au Bois), sans aucune protection contre la pluie et les intempéries.
Le budget vint à manquer et le projet s'enlisa : les éléments métalliques du chef-d'œuvre de Victor Horta (chevrons, poutres, fers forgés...) se mirent à rouiller sur place.
Le scandale atteignit son paroxysme lorsqu'un escroc se fit passer pour le propriétaire des ferronneries et en vendit une partie à un ferrailleur !
Voir l'article consacré à la Maison du Peuple pour la suite...

## Les poursuites judiciaires
En 1994, une instruction pour faux en écriture dans le cadre d'une affaire de financement présumé illégal du PSC fut ouverte à l'encontre de Jean-Louis Thys, Denis Grimberghs et 4 autres personnes.
Cette affaire amena le parlement bruxellois à lever l'immunité parlementaire de Jean-Louis Thys en 1997, deux ans avant sa mort.
Au début de février 1999, il annonce que le cancer l'a rattrapé. Il meurt à Jette le 18 novembre 1999.
Les faits étant prescrits depuis mars 2004, la justice prononça un non-lieu général dans cette affaire en septembre 2008.

## Vie privée
Jean-Louis Thys fut chef d'unité de la 113e unité scoute de la Fédération des scouts catholiques (FSC) à Ganshoren dans le deuxième moitié des années 1960 et la première moitié des années 1970. Son totem était « Hathi ».

## L'hommage de Jette à son ancien bourgmestre
En novembre 2008, la commune de Jette rendit hommage à Jean-Louis Thys en aménageant une place à son nom et en inaugurant un buste à son effigie dans les « Jardins de Jette ».